# ناتالکا کارپا
ناتالکا کارپا (اوکراینی: Наталка Карпа؛ زادهٔ ۱۴ اوت ۱۹۸۱) خوانندگی، TV-host اهل اوکراین است. وی از سال ۱۹۹۹ میلادی تاکنون مشغول فعالیت بوده‌است.